# Brongasinstallatie

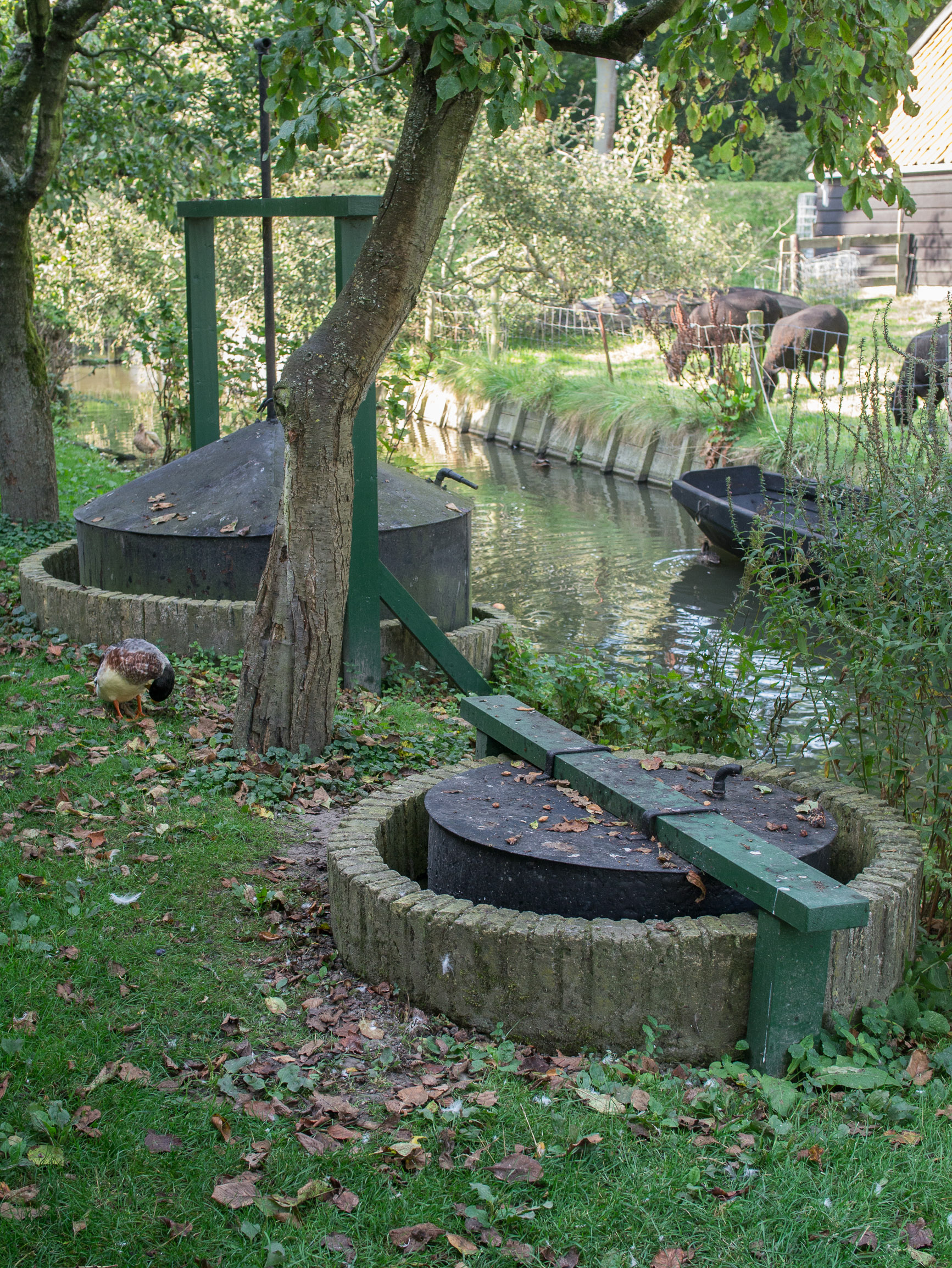
Brongasinstallatie in het Zuiderzeemuseum in Enkhuizen

Een brongasinstallatie is een installatie waarmee in Nederland brongas wordt gewonnen. Brongas of moerasgas is een biogas dat overwegend uit methaan bestaat. 
Het gas werd vanaf het einde van de 19e eeuw in veel Nederlandse polders door boeren met een brongasinstallatie gewonnen om te gebruiken voor verlichting en op te koken. Het stamt uit waterbronnen die op een diepte van ettelijke tientallen meters onder de aardbodem worden aangeboord. Vanaf de jaren 1940 werd het gebruik van dit gas geleidelijk aan door elektriciteit verdrongen.

## Winning
Het in Hollandse polders gewonnen brongas is in de bodem ontstaan door afbraak van voornamelijk algen door bacteriën onder uitsluiting van zuurstof. Het gas loste vervolgens onder druk op in het grondwater. Watervoerende lagen met fossiele schelpen op 25 tot 100 meter diep bevatten vaak het gas. Om het te winnen werd een welpijp aangebracht die tot in zo'n laag reikte. Dit gebeurde in de beginjaren door het slaan van een zogenoemde nortonpijp, later door het inbrengen van een corrosievaste houten pijp door middel van een pulsboring. Het water steeg door de druk in de laag vanzelf door de pijp omhoog. Voor het scheiden van gas en water en het opvangen en opslaan van het gas was een brongasinstallatie nodig. Het gas werd vrijwel alleen gebruikt voor verlichting en om op te koken, voor verwarming was de bron meestal niet voldoende productief. Op boerderijen werd het ontgaste water, dat een constante temperatuur van 8 à 11 graden had, in de zomer voor het koelen van de melk gebruikt. Als drinkwater was het niet geschikt, het smaakte vies en had een roestbruine kleur. Als ontdekker van de bruikbaarheid van brongas geldt Wouter Sluis uit de Beemster. Pionier voor ontwerp en aanleg van brongasinstallaties was Jan Lankelma uit Purmerend. Brongasinstallaties waren het meest in de Noord-Hollandse droogmakerijen in gebruik, maar ook in de Zuid-Hollandse polders waren ze talrijk.

## Brongasinstallatie
Een brongasinstallatie bestond meestal uit twee zwart geteerde, drijvende ketels; een kleine ketel (de opvangketel) voor het opvangen en een grote ketel (de voorraadketel) voor het opslaan van het brongas. Beide ketels stonden dicht naast elkaar in gemetselde putten in de buurt van een sloot. Aanvankelijk hadden de installaties maar één grote ketel, die beide functies waarnam. Omdat er uit de bron vaak zout of zand meekwam werd er in verband met gemakkelijker onderhoud later meestal voor een installatie met twee gescheiden ketels gekozen. Na de Tweede Wereldoorlog werd, als de bestaande bron door de inundatie onbruikbaar was geworden, vaak een tweede, nieuwe bron geboord. De bestaande ketel deed dan verder als voorraadketel dienst.

### Opvangketel
De kleine opvangketel, de productieketel, was boven de welpijp geplaatst. Op de welpijp was een separator aangebracht, die gas van water scheidde. De separator bestond uit een kom met rondom gaatjes, waar het opstijgende welwater uitsproeide. Onder de kom bevond zich een zeef, waar het water eveneens door stroomde. Van de opvangketel liep een gasleiding naar de voorraadketel. Een afvoerpijp voerde het ontgaste welwater af naar de sloot. Het ging vaak nog via een koelput waar melkbussen in konden worden gezet. Het waterpeil in de welput werd door de hoogte van de afvoerpijp bepaald. Ingesteld werd een zo laag mogelijk niveau, afhankelijk van de maximale waterstand in de sloot zodat de separator ook zo laag mogelijk boven de waterspiegel kon worden aangebracht. Dit was van belang voor het natuurlijk omhoog wellen van het welwater bij geringe kweldruk vanuit de diepte. Bij hoge luchtdruk produceerde de bron minder en bij lage luchtdruk meer water en dus gas. De drijfhoogte van de opvangketel was ofwel naar boven begrensd of de opvangketel was met zoveel gewichten bezwaard, dat hij niet door de gasdruk uit het water kon worden getild.

### Voorraadketel
De grote voorraadketel, de gashouder, kon op en neer, hij werd geleid door een middenstang. De diepte van de put was ongeveer drie meter. De drijfhoogte van de ketel was maatgevend voor de hoeveelheid gas die er in opgeslagen was. Van de voorraadtank ging een gasleiding naar het huis. Als het gas niet werd gebruikt en de ketel vol was (dat wil zeggen de ketel bijna helemaal boven water uitstak) borrelde het gas aan de onderzijde langs de rand van de ketel omhoog en ontweek. Vaak werd dan de ketel met gewichten verzwaard, waardoor de druk in de ketel toenam, zodat er meer gas opgeslagen kon worden.